# 天狗花火
天狗花火（てんぐはなび）は、太田プロダクションに所属する日本のお笑いコンビ。

## 概要
2人とも太田プロエンタテイメント学院11期出身で、当初のコンビ名は『めりーくらふてぃー』として活動していた。

## メンバー
- 種市 竜大（たねいち りょうた、1995年10月19日（29歳） - ） ボケ・ネタ作り担当、立ち位置は向かって左。
  - 千葉県出身。
  - 趣味・特技はMARVELなどのアメコミ鑑賞、麻雀、バスケ、漫画好き。
- 安田 直貴（やすだ なおき、1994年7月28日（30歳） - ）ツッコミ担当、立ち位置は向かって右。
  - 東京都出身。
  - 東海大学卒業。
  - 趣味・特技はフットサル、お酒好き。言われた言葉の画数を瞬時に数え、その画数と同じ画数の言葉を言うことができる。また、言葉を進化させることもできる。この事に関しては、ゼロカランのYouTube[1]にて紹介されている。

## 芸風
主に漫才。えぇい!というような安田の高い声でのツッコミが特徴的。それに加え、種市が様々なネタで繰り出す印象に残るキャラやボケも魅力の1つとされている。

## ライブ
- 太田プロライブ　日笑
- モータースライブ[3]
- 若気の至り[4]